# Sveta Jelena (żupania primorsko-gorska)
Sveta Jelena – wieś w Chorwacji, w żupanii primorsko-gorskiej, w gminie Mošćenička Draga. W 2011 roku liczyła 93 mieszkańców.